# Wirydianna Fiszerowa
Wirydianna z Radolińskich herbu Leszczyc primo voto Kwilecka secundo voto Fiszerowa (1761–1826) – najstarsza córka Józefa Radolińskiego (zm. 1781), chorążego i podkomorzego wschowskiego (syna Józefa Stefana Radolińskiego i Teresy Świniarskiej) oraz Katarzyny Raczyńskiej (1744–1792), kasztelanki (córki Leona Raczyńskiego i Wirydianny Bnińskiej). Siostra Katarzyny Chłapowskiej i Antoniny Breza.
Po pierwszym, nieudanym małżeństwie z Antonim Kwileckim, którego owocami byli córka Anna zwana Niną (ur. 1789) i syn Józef zwany Żużu (ur. 1791), poślubiła w roku 1806 generała Stanisława Fiszera (1769–1812).
Jest autorką ciekawego pamiętnika, w którym niezwykle barwnie opisała życie w epoce stanisławowskiej oraz przełom XVIII i XIX w. Wspomnienia te są cennym spojrzeniem na panoramę burzliwych czasów, w których przyszło jej żyć. Zawierają całą galerię portretów rodzinnych i postaci historycznych (Kościuszko, Dąbrowski, ks. Józef Poniatowski), które Wirydianna Fiszerowa poznała osobiście. Pamiętnik napisany po francusku wydał jej krewny Edward Raczyński, ambasador II Rzeczypospolitej w Londynie i Prezydent RP na Uchodźstwie.

## Wybrane publikacje
- Pamiętnik o Kościusze Wirydjanny z Radolińskich Kwileckiej-Fiszerowej, Warszawa 1934
- Wirydianna Fiszerowa, Dzieje moje własne i osób postronnych. Wiązanka spraw poważnych, ciekawych, tł. z fr. Edward Raczyński, przedmowa Józef Jasnowski, Londyn: nakładem tłumacza 1975.